# استپان رازین
استنکا تیموفیویچ رازین (به روسی: Степа́н Тимофе́евич Ра́зин) (۱۶۷۱–۱۶۳۰) ملوان و رهبر کازاک‌های شورشی و کشاورزان دن و ولگا بود. رازین در نیمه دوم قرن هفدهم علیه تزار روسیه شورش کرد. استنکا رازین به کرانه‌های شمالی ایران و برخی شهرهای مازندران و گیلان نیز تاخت ولی پس از اخراج توسط شاه سلیمان که به درگیری بین کازاک‌ها و سواره‌نظام شاه انجامید، از ایران فرار کرد. استنکا رازین پس از درگیری‌های پیاپی در نهایت از نیروهای دولتی روسیه تزاری شکست خورد و در ژوئن ۱۶۷۱ در مسکو گردن زده شد.